# Kazimierz Maliński

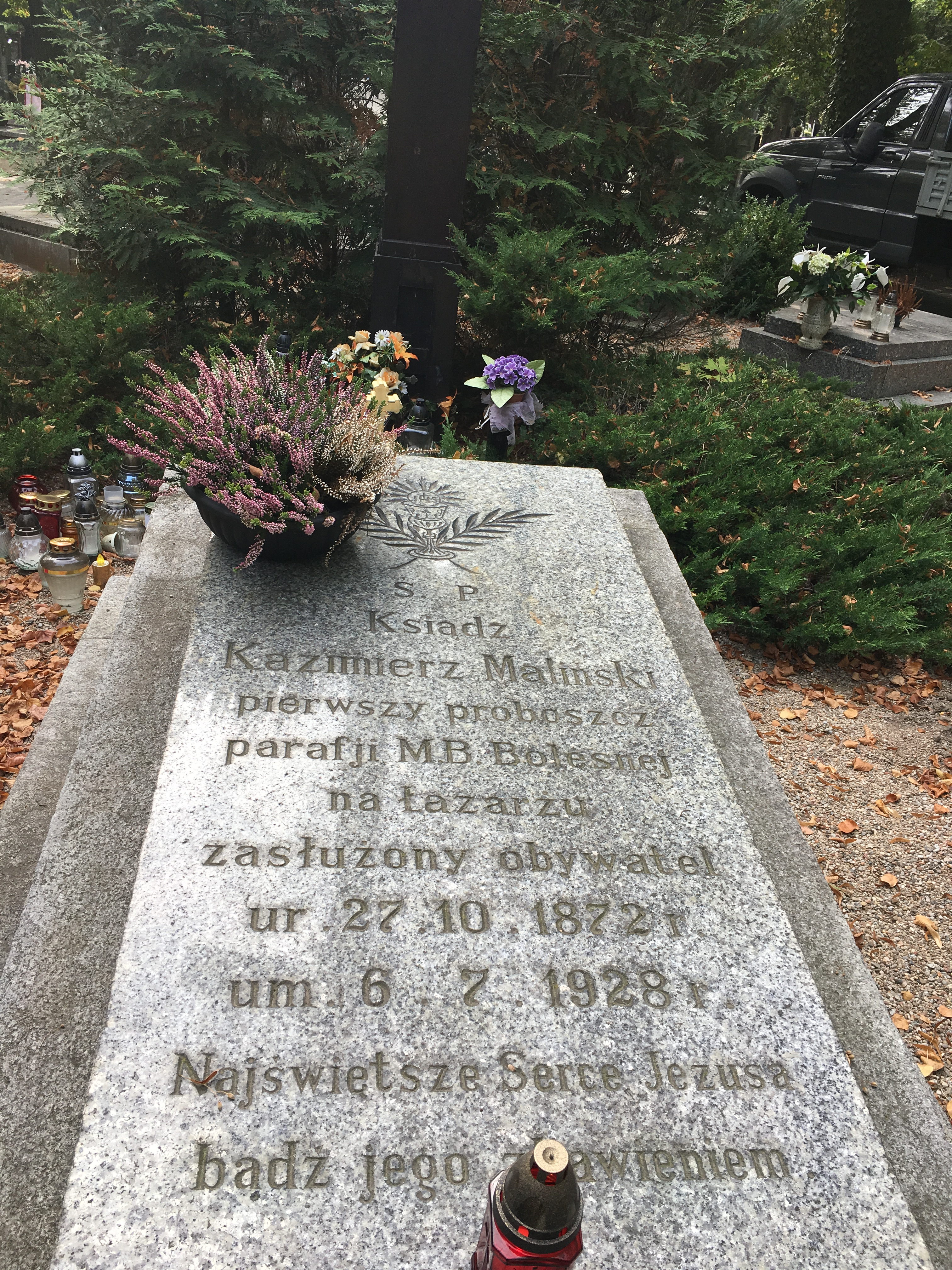
Nagrobek Kazimierza Malińskiego na Cmentarzu Górczyńskim w Poznaniu

Kazimierz Maliński (ur. 27 października 1872 r. w Kopaszewie, zm. 6 lipca 1928 r.) – polski duchowny katolicki, społecznik, działacz narodowy i polityczny, proboszcz parafii Matki Boskiej Bolesnej w Poznaniu, poseł na Sejm Ustawodawczy II Rzeczypospolitej z ramienia Narodowego Stronnictwa Robotniczego.

## Życiorys
Pochodził z rodziny karczmarza Wacława Malińskiego i Wiktorii z Łazanowskich. Edukację rozpoczął we Wschowie, gdzie uczęszczał do niemieckojęzycznego gimnazjum. Następnie ukończył seminarium duchowne w Poznaniu i przyjął święcenia kapłańskie. Początkowo pełnił posługę jako wikariusz w Dolsku, gdzie angażował się w działalność społeczną i pomoc prawną dla robotników, rzemieślników i służby. Od 1913 roku był proboszczem parafii Matki Boskiej Bolesnej na poznańskim Łazarzu. Organizował tam liczne inicjatywy społeczne i oświatowe, w tym ochronki, kursy przygotowawcze, działania kulturalne i religijne dla dzieci i młodzieży. W czasie I wojny światowej współtworzył lokalne struktury Straży Ludowej oraz udzielał wsparcia materialnego mieszkańcom. Wydawał Wiadomości Kościelne Parafii Matki Boskiej Bolesnej na św. Łazarzu w Poznaniu. W grudniu 1918 r. współuczestniczył w wydarzeniach związanych z przyjazdem Ignacego Paderewskiego do Poznania, organizując 27 grudnia 1918 roku patriotyczny pochód dzieci do Bazaru. Po wybuchu Powstania Wielkopolskiego dokumentował udział parafian, tworząc „Złotą Księgę” ochotników. Po wojnie aktywnie działał w sferze społeczno-politycznej. W 1919 r. został radnym miejskim w Poznaniu. Został wybrany do Sejmu w kadencji 1919-1922 r., pracował jako parlamentarzysta w komisjach: opieki społecznej, petycyjnej, skarbowo-budżetowej i ds. żydowskich. Zrzekł się mandatu w 1921 roku.

## Poglądy
Reprezentował poglądy narodowo-katolickie, występując przeciwko ideom socjalistycznym. W dniu 26 kwietnia 1920 roku poznańscy kolejarze ruszyli pod Zamek, domagając się trzynastej pensji, policja otworzyła ogień, byli ranni i ofiary śmiertelne. Nad grobami zastrzelonych kolejarzy wystąpienie wygłosił ksiądz Maliński, obarczył winą za zajścia „agitatorów niemieckich i żydowskich”, wywołało sprzeciw robotników i naruszyło jego autorytet wśród części społeczeństwa. Maliński był przeciwnikiem alkoholizmu – propagował ideę abstynencji, współtworzył Gospodę Wyzwolenie, przewodził antyalkoholowym inicjatywom parafialnym. Współzałożyciel spółki „Strzecha” – inicjatywy mającej na celu budowę tanich domów dla robotników. Inwestycje były finansowane przez Poznański Bank Ludowy, którego był członkiem rady nadzorczej.W Brzostowie, koło Miasteczka Krajeńskiego, w poniemieckim majątku ksiądz Maliński otworzył ośrodek wypoczynkowy dla dzieci, młodzieży i kleryków. Do pałacu na kolonie przyjeżdżała młodzież, ale także dostojni goście, Brzostowo odwiedzili kardynał Edmund Dalbor, wojewoda poznański Adolf Bniński i kardynał August Hlond. Proboszcz nie regulował czynszu za dzierżawę. Brzostowo upadło gospodarczo. Ksiądz Maliński, oskarżany przez wierzycieli, wycofuje się z życia społecznego i odchodzi na emeryturę. Z końcem 1927 roku złożył rezygnację z łazarskiej parafii.

## Kontrowersje
Jego postać budziła kontrowersje ze względu na mieszankę zaangażowania społecznego z działalnością biznesową, oraz zarzutami o autorytaryzm wobec współpracowników, co opisał brat Andrzej Kubiak w Pamiętniku.